# Inscriptiones Graecae
Les Inscriptiones Graecae (abrégées en IG) sont un recueil monumental ayant pour but de rassembler dans une publication scientifique toutes les inscriptions antiques en grec ancien découvertes en Europe. Le projet a été lancé en 1902 par Ulrich von Wilamowitz-Moellendorff et préparé par l'Académie des sciences de Berlin-Brandebourg. Sa publication est toujours en cours.

## Histoire éditoriale
Cette édition scientifique est due à l’actuelle Berlin-Brandenburgische Akademie der Wissenschaften, ainsi dénommée depuis la réunification allemande. Les Inscriptiones Graecae ne sont pas le premier projet d'édition monumentale des inscriptions grecques antiques : elles ne font que prendre la suite de projets précédents. Le premier projet de ce genre est le Corpus Inscriptionum Graecarum (CIG), dirigé par August Böckh et publié à Berlin entre 1828 et 1877. Si l'objectif du projet était de rassembler et de publier toutes les inscriptions grecques connues en quatre volumes, le corpus en constante expansion n’a pas permis de respecter le plan chronologique. Cependant, quatre premiers volumes paraissent entre 1828 et 1877. Ce corpus initial, CIG, reste une référence en termes de bibliographie.
L’intérêt pour l’épigraphie, toute complexe que soit cette discipline, s’explique par l’importance du rôle des inscriptions dans la cité antique, qu’il s’agisse d’inscriptions funéraires, de titres honorifiques décernés après une victoire à une épreuve sportive ou musicale, de signatures d’artistes, de décrets, lois et règlements officiels, de listes de personnes occupant des places officielles, d’inventaires d’objets en usage dans la cité.
Or leurs découvertes ne cessent de s’accroître au gré des campagnes de fouilles archéologiques qui permettent non seulement d’enrichir, mais de compléter et d'améliorer les relevés et leurs descriptions. Une refonte du corpus original paraît dès l’achèvement de ce dernier. Cinq recueils voient ainsi le jour : le Corpus Inscriptionum Atticarum (1873-1895), le Corpus Inscriptionum Graecarum Peloponnesi et insularum vicinarum (1902), le Corpus Inscriptionum Graecarum Graeciae septentrionalis (1892-1897), les Inscriptiones Graecae insularum maris Aegaei (1895-1899) et les Inscriptiones Graecae Siciliae et Italiae (1890).
En 1902, le philologue allemand Ulrich von Wilamowitz-Moellendorff relance un projet d'édition complète des inscriptions grecques antiques connues ; le recueil prend cette fois le titre d’Inscriptiones Graecae et sa préparation est prise en charge par l'Académie de Berlin. Les IG intègrent et complètent les corpus précédents. La maison d'édition originelle, Reimer (de), est acquise par l'éditeur Walter de Gruyter qui continue d'éditer les IG.

## Structure

### Editio major,editio minoreteditio tertia
À partir de 1902, à l’initiative du directeur de publication Ulrich von Wilamowitz-Moellendorff qui prévoit 15 volumes recensant les inscriptions de la Grèce continentale et insulaire ainsi que de l’Italie, les cinq recueils sont fondus dans la série des IG dont les trois premiers volumes reprennent et développent le Corpus Inscriptionum Atticarum. Les volumes consacrés à l’Attique en sont à leur troisième édition : une deuxième édition distingue le volume I et les volumes II et III, editio minor (ou altera), de même que la troisième édition, editio tertia, en cours. En effet, le volume I répertorie les inscriptions de l’Attique antérieures à l’archontat d’Euclide (403/2) tandis que les volumes II et III sont consacrées à celles de la période qui suit : c’est sous l’archontat d’Euclide qu'est adopté l'alphabet ionique.
Les volumes consacrés aux IG du reste de la Grèce (à partir de IG IV) sont classés selon l’ordre géographique correspondant au numéro des volumes, tout en tenant compte de l’évolution chronologique des ajouts de parties et de fascicules, ainsi que de l’éventuel passage à l’editio minor : c’est le cas des IG IV et IX.
L’usage distingue ainsi l’editio major, désignée par la seule numérotation des volumes - IG I, IG II, IG III, IG IV, IG V, IG VII, IG IX, IG X, IG XI et IG XIV –, l’editio minor, en référence au format des volumes – désignée par l’exposant 2 : IG I2, IG II-III2, IG IV2, IG VII2 et IG IX2– et l’editio tertia, désignée par l’exposant 3 : IG I3 et IG II-III3.

### Correspondances entre les cinq recueils d’origine et les IG
Le volume IG III, 3 appendix (editio major), publié en 1897, est resté inchangé dans le corpus des IG : il correspond au supplément du volume IG II-III2 3, 1 et 2.
IG IV correspond au tome I (le seul paru) du Corpus Inscriptionum Graecarum Peloponnesi et insularum vicinarum.
IG VII correspond au tome I et IG IX, 1 au Tome III, 1 du Corpus Inscriptionum Graecarum Graeciae Septentrionalis.
IG XI, 3, publié en 1927, est un volume abandonné dont n’ont paru que cinq planches annotées par F. Hiller de Gaertringen. Il en existe une réédition datée de 1977.
Le volume IG XII comporte un supplément pour la partie 3 ainsi qu’un supplément pour l’ensemble du volume. Les trois premières parties correspondent au Corpus Inscriptionum Graecae insularum Maris Aegaei (editio major).
IG XIV correspond au Corpus Inscriptionum Graecae Siciliae et Italiae.

### Volumes des IG non parus ou abandonnés
Non parus, les volumes VI, VIII et XII, consacrés respectivement à l'Élide et l'Achaïe (VI), à la cité et au sanctuaire de Delphes (VIII) et à la Crète (XII), restent inclus dans la numérotation des IG.

## Répertoire des IG
- IG  I, II et III : Attique
- IG  IV : Argolide et Corinthe
- IG  V : Laconie, Messénie et Arcadie
- IG  VII : Béotie
- IG  IX : Grèce centrale
- IG  X : de la Grèce du Nord à la Scythie
- IG  XI : Délos
- IG  XII : Îles de la mer Égée (sauf Délos)
- IG XIV : Occident
- IG XV : Chypre

Le tableau ci-dessous répertorie les volumes des IG parus à ce jour, avec leur(s) date(s) de parution telle(s) qu'elle(s) figure(nt) sur chaque volume.
| IG I, II et III                                    | IG I, II et III | IG I, II et III                                                                         | IG IV | IG IV                      | IG V              | IG VII | IG VII             | IG IX             | IG IX                                                  | IG X                                                                                        | IG XI                      | IG XII | IG XIV | IG XV                 |
| -------------------------------------------------- | --- | --------------------------------------------------------------------------------------- | ----- | -------------------------- | ----------------- | ------ | ------------------ | ----------------- | ------------------------------------------------------ | ------------------------------------------------------------------------------------------- | -------------------------- | --- | ------ | --------------------- |
| IG                                                 | Editio minor | Editio Tertia                                                                           | IV    | IV2                        | IG V              | VII    | VII2               | IX                | IX2                                                    | IG X                                                                                        | IG XI                      | IG XII | IG XIV | IG XV                 |
| IG I - 1873 IG I Sup. - 1877 - 1886 - 1891         | IG I2 1924 | IG I3 1 - 1981 2 - 1994 3 - 1998                                                        | 1902  | 1 - 1929 2 - 2007 3 - 2016 | 1 - 1913 2 - 1913 | 1892   | 2.1- 2023 3 - 2025 | 1 - 1897 2 - 1908 | 1,1 - 1932 1,2 - 1957 1,3 - 1968 1,4 - 2001 1,5 - 2011 | Partie 1 abandonnée 2,1 - 1972 2,1 Sup.1 - 2017 2,1 Sup. 2 - 2021 2,2,1 - 1999 2,2,2 - 2023 | 2 - 1912 3 - 1927 4 - 1914 | 1 - 1895 2 - 1899 3 - 1898 3 Sup. - 1904 4,1 -2010 4,2 -2012 4,3 -2016 4,4 -2018 4,5 -2021 5,1 -1903 5,2 - 1903 - 1909 6,1 -2000 6,2 -2003 7 - 1908 8 - 1909 9 - 1915 Sup. - 1939 | 1890   | 1,1 - 2020 2,1 - 2020 |
| IG II 1 - 1877 2 - 1883 3 - 1888 4 - 1893 5 - 1895 | IG II-III2 1,1 - 1913 1,2 - 1916 2,1 - 1927 2,2 - 1931 3,1 - 1935 3,2 - 1940 4,1 - 1918 (seul fasc. paru) 5 - 2008 | IG II-III3 1,2 - 2012 1,4 - 2015 1,5 - 2012 4,1 - 2015 4,2 - 2017 4,3 - 2019 8,1 - 2024 | 1902  | 1 - 1929 2 - 2007 3 - 2016 | 1 - 1913 2 - 1913 | 1892   | 2.1- 2023 3 - 2025 | 1 - 1897 2 - 1908 | 1,1 - 1932 1,2 - 1957 1,3 - 1968 1,4 - 2001 1,5 - 2011 | Partie 1 abandonnée 2,1 - 1972 2,1 Sup.1 - 2017 2,1 Sup. 2 - 2021 2,2,1 - 1999 2,2,2 - 2023 | 2 - 1912 3 - 1927 4 - 1914 | 1 - 1895 2 - 1899 3 - 1898 3 Sup. - 1904 4,1 -2010 4,2 -2012 4,3 -2016 4,4 -2018 4,5 -2021 5,1 -1903 5,2 - 1903 - 1909 6,1 -2000 6,2 -2003 7 - 1908 8 - 1909 9 - 1915 Sup. - 1939 | 1890   | 1,1 - 2020 2,1 - 2020 |
| IG III 1 - 1878 2 - 1882 3 appendix - 1897         | IG II-III2 1,1 - 1913 1,2 - 1916 2,1 - 1927 2,2 - 1931 3,1 - 1935 3,2 - 1940 4,1 - 1918 (seul fasc. paru) 5 - 2008 | IG II-III3 1,2 - 2012 1,4 - 2015 1,5 - 2012 4,1 - 2015 4,2 - 2017 4,3 - 2019 8,1 - 2024 | 1902  | 1 - 1929 2 - 2007 3 - 2016 | 1 - 1913 2 - 1913 | 1892   | 2.1- 2023 3 - 2025 | 1 - 1897 2 - 1908 | 1,1 - 1932 1,2 - 1957 1,3 - 1968 1,4 - 2001 1,5 - 2011 | Partie 1 abandonnée 2,1 - 1972 2,1 Sup.1 - 2017 2,1 Sup. 2 - 2021 2,2,1 - 1999 2,2,2 - 2023 | 2 - 1912 3 - 1927 4 - 1914 | 1 - 1895 2 - 1899 3 - 1898 3 Sup. - 1904 4,1 -2010 4,2 -2012 4,3 -2016 4,4 -2018 4,5 -2021 5,1 -1903 5,2 - 1903 - 1909 6,1 -2000 6,2 -2003 7 - 1908 8 - 1909 9 - 1915 Sup. - 1939 | 1890   | 1,1 - 2020 2,1 - 2020 |